# Hydractinia fucicola
Hydractinia fucicola is een hydroïdpoliep uit de familie Hydractiniidae. De poliep komt uit het geslacht Hydractinia. Hydractinia fucicola werd in 1857 voor het eerst wetenschappelijk beschreven door Sars. 